# Veščica, Razkrižje
Veščica este o localitate din comuna Razkrižje, Slovenia, cu o populație de 302 locuitori.